# Agathe von Trapp
Agathe Johanna Erwina Gobertina von Trapp (Pula, 12 de março de 1913 - Towson, 28 de dezembro de 2010) foi uma cantora norte-americana, filha mais velha do barão Georg von Trapp e de Agathe Whitehead. Ela era membro da Trapp Family Singers, a família cuja história baseado a historia verdadeira dos von trapps musical The Sound of Music e o filme homônimo.

## Discografia
- One Voice (2007)
- Original Trapp Family Singers (2009)
- Christmas with the Trapp Family Singers (2004)
- At Home with the Trapp Family Singers: An Evening of Folksongs (2005)
- Christmas with the Trapp Family Singers LP Decca (1955)

## Publicações
- Memories Before & After The Sound of Music (2003)